# Filipov (zámek)
Filipov je zámek ve stejnojmenné vesnici na východním okraji Čáslavi v okrese Kutná Hora ve Středočeském kraji. Vznikl po roce 1760 přestavbou starší kaple na vrchnostenské sídlo rodu Krakovských z Kolovrat. Dochovaná podoba je výsledkem novogotické přestavby realizované v letech 1836–1865. Zámecký areál s hospodářským dvorem, parkem a řadovými domy jsou chráněny jako kulturní památka.

## Historie

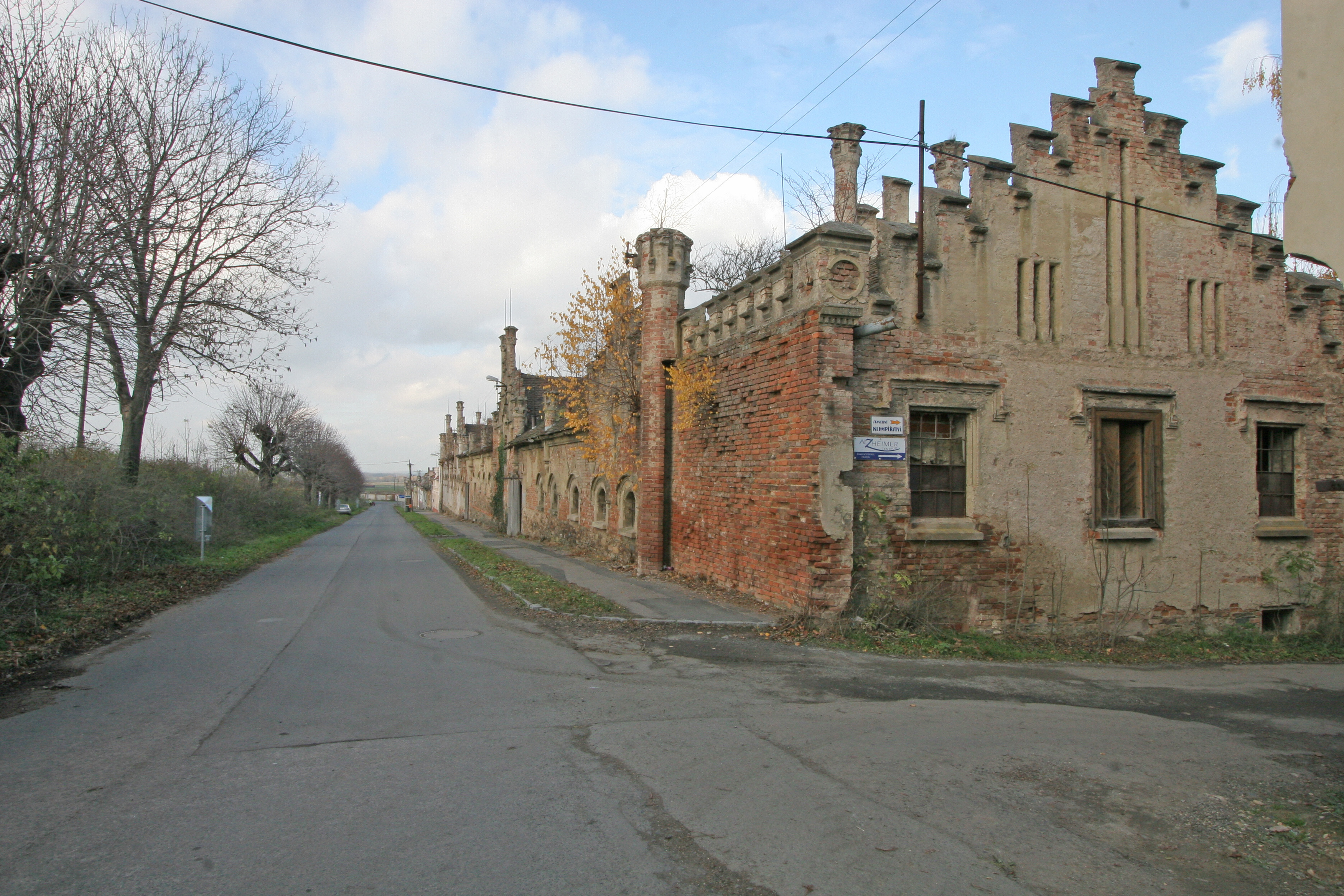
Hospodářská budova v Zámecké ulici

Od čtrnáctého století na místě zámku stával čáslavský hospodářský dvůr Šintlochy. V roce 1711 se jeho majitelem stal klášter ve Žďáře nad Sázavou, který u dvora nechal vybudoval kapli. Roku 1760 Šintlochy získal Filip Nerius Krakovský z Kolovrat, přejmenoval je na Filipov a zahájil přestavbu kaple na zámek. Přestavba se protáhla a dokončil ji až Filipův syn Leopold Vilém. Kromě dokončení budovy Leopold založil zámecký park zdobený barokními plastikami alegorií jednotlivých měsíců.
V roce 1818 prodal František Xaver Krakovský z Kolovrat filipovský zámek Františkovi Zichymu, od něhož jej roku 1831 koupil Jan z Eisensteinu, kterému je připisována přestavba hospodářského zázemí sídla. Zámek zdědil Janův syn Vilém, ale po jeho smrti jej v roce 1856 převzala sestra Emilie, provdaná za Benedikta Boleslavského z Rittersteinu. V letech 1863–1865 nechali manželé zámek přestavět ve stylu anglické gotiky. Projekt navrhl žlebský stavitel Kerel Šela a cena úprav dosáhla 32 000 zlatých.
Dalším majitelem velkostatku se v roce 1905 stal Emiliin příbuzný Viktor Kleeborn-Eisenstein, jehož rodině zámek patřil do roku 1945. Po druhé světové válce ve dvoře hospodařil Státní statek Čáslav, který zámek využíval pro své potřeby. Od poloviny sedmdesátých let dvacátého století sloužila zámecká budova jako depozitář Státní knihovny ČSR.
Zchátralý zámek byl v roce 2003 zrekonstruován a od roku 2008 slouží jako centrum pro pacienty trpící Alzheimerovou chorobou.

## Stavební podoba

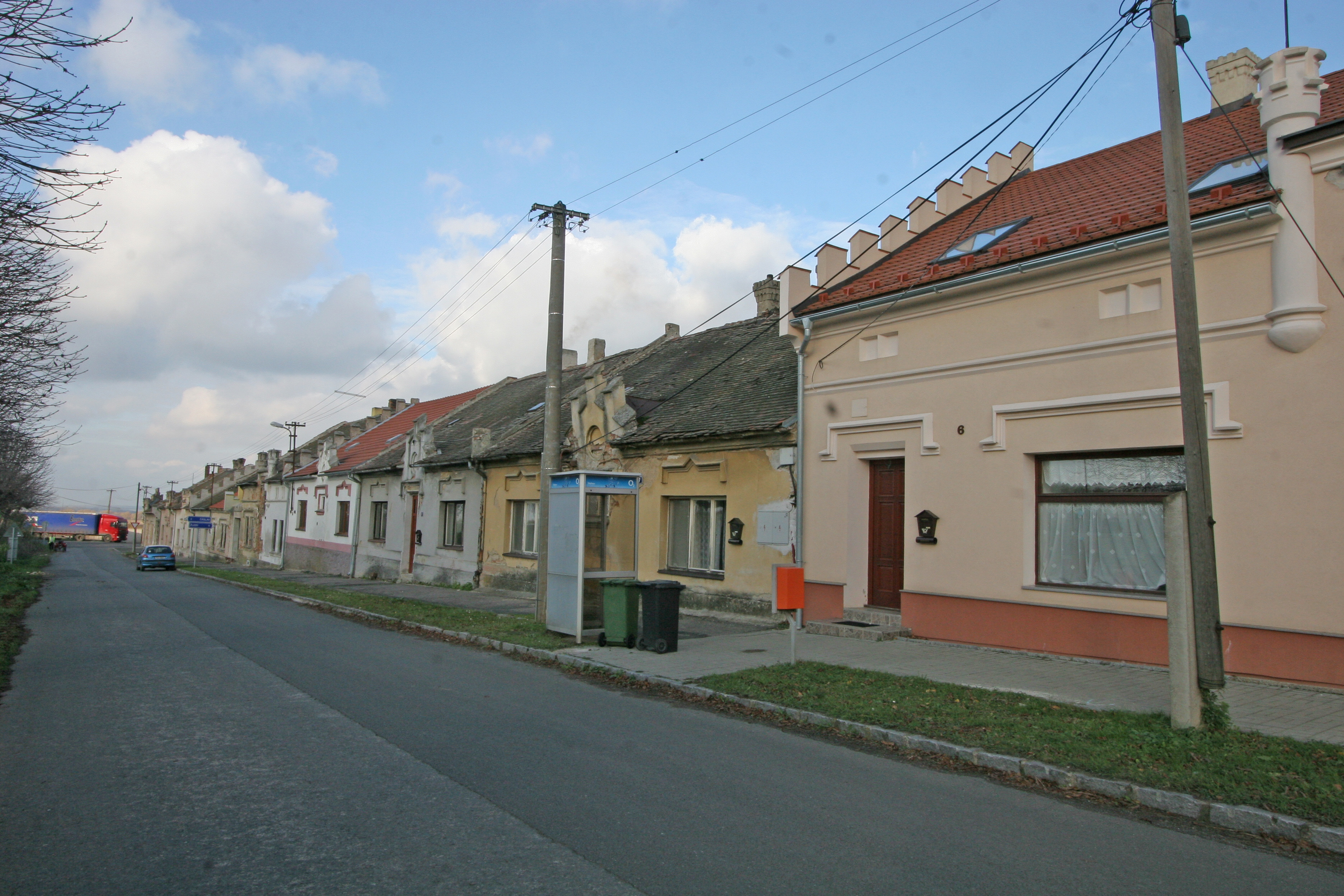
Zámecká ulice s památkově chráněnými řadovými domy

Pozdně barokní zámek Filipa Krakovského využil stavbu kaple, jejíž obvodové zdi se dochovaly ve střední části budovy. Dostatek obytných prostor vznikl přístavbou bočních křídel. Přestavbou ve druhé polovině devatenáctého století vznikla rozsáhlá budova s hranolovou věží a fasádami členěnými množstvím novogotických říms, rizalitů a atik. Obdélná okna jsou v horní části obklopena pravoúhle zalomenými římsami. Korunu zdiva ukončuje cimbuří s drobnými věžičkami na rizalitech. Podobný motiv cimbuří byl jako sjednocující prvek použit i na hospodářských budovách a na řadových domcích bývalých zaměstnanců dvora.
K památkově chráněnému areálu patří kromě samotného zámku také hospodářské objekty (bývalá konírna, oranžérie, chlévy), správní budovy (čp. 4 a 5), špýchar, hrobka, park s ohradní zdí a domy čp. 6, 7, 8, 9, 10, 11, 12, 13, 14 a 18, garáž, několik sklepů a soubor dalších drobných staveb. Ze sochařské výzdoby parku se dochovala pouze torza čtyř soch.